# Koźlarz świerkowy

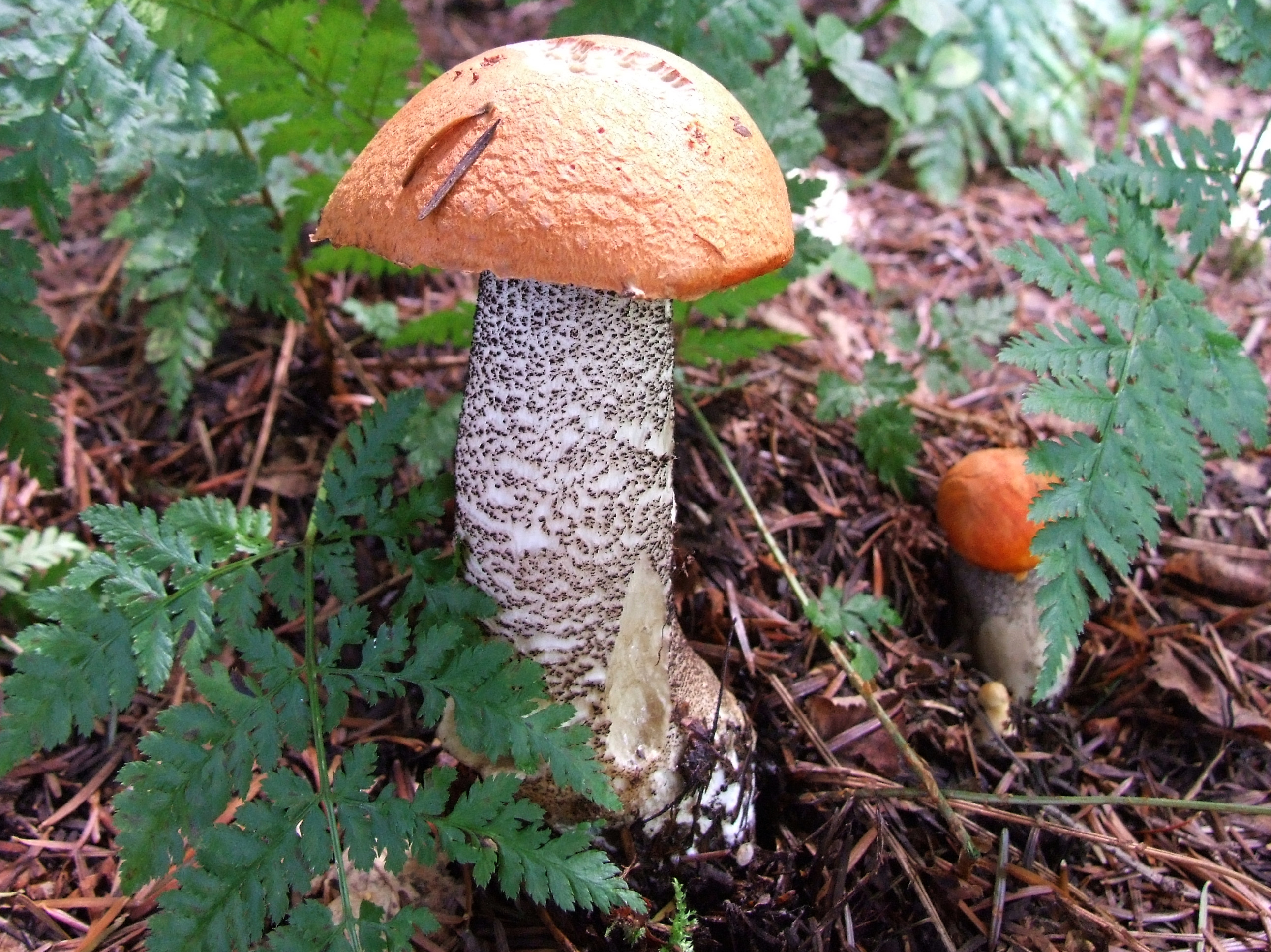

Koźlarz świerkowy (Leccinum piceinum Pilát & Dermek) – gatunek grzybów z rodziny borowikowatych (Boletaceae).

## Systematyka i nazewnictwo
Pozycja w klasyfikacji według Index Fungorum: Leccinum, Boletaceae, Boletales, Agaricomycetidae, Agaricomycetes, Agaricomycotina, Basidiomycota, Fungi.
Synonimy nazwy naukowej:
- Boletus piceinus (Pilát & Dermek) Hlaváček 1988
- Krombholziella piceina (Pilát & Dermek) Šutara 1982[2].

Brak go w wykazie wszystkich grzybów wielkoowocnikowych Polski, jest jednak jako koźlarz świerkowy wymieniany w niektórych atlasach grzybów.

## Morfologia
Kapelusz
Średnica od 3 do 9 cm, owalnie półkulisty, z wiekiem rozpostarty, przy brzegu łuskowaty, później matowy, czerwony, na wierzchołku błyszczący, brązowawo-czerwony.
Skórka u młodszych okazów przyciśnięta do trzonu, później zwisająca na obwodzie.
Rurki
Początkowo białe, później siwawe, ale nie czarne.
Trzon
Wysokości od 8 do 13 cm i grubości 1,5–3 cm, pałkowaty i podłużny do maczugowatego.
Miąższ
O delikatnym smaku, słabym zapachu, biały i lekko kremowy; twardy.
Wysyp zarodników
Brązowy.
Gatunki podobne
Można pomylić z koźlarzem czerwonym (Leccinum aurantiacum), koźlarzem pomarańczowożółtym (Leccinum versipelle) lub koźlarzem sosnowym (Leccinum vulpinum).

## Występowanie i siedlisko
Jego występowanie w Polsce jest niepewne. Wymieniają go niektóre atlasy grzybów, pomija go W. Wojewoda. Brak tego gatunku w wykazie W. Wojewody może świadczyć, że nie występuje on w Polsce, ale może też być wynikiem przeoczenia W. Wojewody, może też nie został opisany w polskim piśmiennictwie naukowym.
Latem i jesienią pod świerkami, gdyż z nimi tworzy mikoryzę.